# Le Mystère des XV
Vous lisez un « bon article » labellisé en 2020.
Le Mystère des XV est un roman français de Jean de La Hire publié en feuilleton en 1911 dans le quotidien Le Matin. Il n'a cependant été publié en format relié que onze ans plus tard aux éditions Ferenczy en deux volumes sous les titres Le Mystère des XV et Le Triomphe de l’amour ; puis de nouveau en 1954 aux éditions Jaeger : Le Secret des XII et Les Conquérants de Mars. Malgré ces rééditions françaises tardives, ce roman a été traduit, plus ou moins fidèlement, dans la première moitié du XXe siècle pour être publié à l'étranger.
Le récit raconte la suite d'un précédent roman-feuilleton de Jean de La Hire, L'Homme qui peut vivre dans l'eau, en situant l'action 25 ans plus tard. Il introduit le personnage de Léo Sainte-Claire le Nyctalope et raconte sa première aventure. Ainsi, dans ce roman, une organisation secrète, appelée les XV, enlève quinze jeunes femmes à Paris pour les emmener sur la planète Mars qu'elle projette de conquérir. Le Nyctalope, dont la fiancée figure parmi les victimes, se lance à la poursuite des ravisseurs. Cette course-poursuite l'amène tout d'abord au Congo, avant de le conduire sur Mars. Arrivé sur la planète rouge, il doit dans un premier temps affronter l'organisation des XV, avant de se retrouver au milieu d'un conflit avec les Martiens.
Ce roman d'aventures s’inscrit dans la lignée des romans scientifiques européens de la fin du XIXe siècle et du début du XXe siècle, qui situent leur action sur la planète Mars. Malgré d'importantes références au roman La Guerre des mondes de H. G. Wells, Le Mystère des XV présente quelques nouveautés : tout d'abord, c'est le premier roman français à présenter la colonisation de Mars par les Terriens ; par ailleurs, Jean de La Hire inaugure l’apparition d’un des tout premiers super-héros de la littérature populaire en dotant son héros de nyctalopie.

## Présentation de l’œuvre

### Résumé
Le roman comprend quatre parties séparées par des intermèdes.

#### Sainte-Claire le Nyctalope
Après être rentrée d’une soirée passée avec son fiancé le célèbre explorateur Léo Sainte-Claire, Xavière de Ciserat est kidnappée dans la nuit. Son ravisseur, Koynos, chef de l’organisation secrète appelée les XV, l’emmène à bord de son radioplane sur la planète Mars. Durant le trajet, il lui déclare son amour et son souhait de l’avoir à ses côtés lors de la conquête de Mars.
Arrivée sur la planète rouge, elle découvre que d’autres jeunes femmes partagent son sort, notamment sa sœur Yvonne. Bien que chef des XV, Koynos reçoit ses ordres d'Oxus. Le même, qui vingt-cinq ans auparavant, avait terrifié la Terre avec sa créature, l'Hictaner. Il ordonne à Koynos de retourner sur Terre pour une ultime mission.

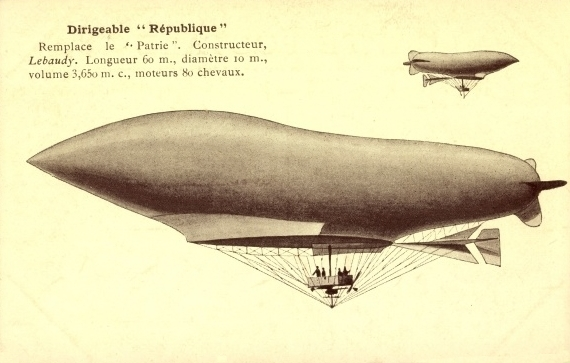
Le dirigeable La République (1908-1909), modèle que Léo Sainte-Claire utilise pour son vol Paris-Brazzaville.

À Paris, Léo Saint-Claire le Nyctalope enquête sur la disparition de sa fiancée et déduit que le quartier-général des ravisseurs se trouve au Congo. Il monte une expédition avec son beau-père, le ministre de la Marine Louis de Ciserat et cinq autres compagnons. Cependant, lors de leur voyage en dirigeable vers l’Afrique, Koynos se révèle à Léo et le jette par-dessus bord.
Le Nyctalope survit à sa chute dans la mer grâce à son manteau qu’il utilise comme parachute. Il est repêché par un navire anglais et débarqué en Espagne. Bloqué dans ce pays qui ne possède pas d’aéroplane, Léo apprend qu’un célèbre inventeur anglais du nom de Klepton se cache à Ibiza. Après avoir également découvert que l’astronome Camille Flammarion séjourne dans le même hôtel que lui, il s’attache ses services en lui proposant de l’accompagner sur la planète Mars. Léo parvient alors à Ibiza et achète un aéronef, le Condor, à Klepton qu’il engage comme capitaine.
Après avoir récupéré les membres de l’expédition à Brazzaville, le Condor arrive à la station terrestre des XV, mais au moment où l’appareil s’en approche, Léo reçoit un message l'informant de la détention en France de sa sœur, Christiane. Comprenant qu’il a été trahi en Espagne par Camille Flammarion, il interroge le faux astronome qui se révèle être Thoth, un agent des XV. L’imposteur mis à mort, Léo prend la décision de se rendre discrètement à la station, accompagné seulement de son compagnon, le jeune Maximilien Jolivet, frère d’une captive sur Mars.

#### À travers les mondes
Après avoir longuement marché à travers la forêt vierge, Léo Sainte-Claire et Maximilien Jolivet arrivent à la station radiotéléphonique. Tandis que le Nyctalope cherche l’entrée du bâtiment, son jeune compagnon est capturé et torturé par les deux gardiens de la station. Durant trois jours, Léo, perdant de plus en plus son sang-froid, cherche en vain le moyen de pénétrer la station. Seule l'évasion de Maximilien lui permet d'entrer dans le bâtiment et de neutraliser les tortionnaires.
Après sept jours de voyage interplanétaire, Koynos arrive auprès d'Oxus sur Mars. Convoqué par le chef des XV, Alkeus reçoit pour mission de se préparer à la visite prochaine du Nyctalope. Désespéré à cause de son amour non partagé par sa captive Yvonne de Ciserat, Alkeus annonce son intention de se sacrifier en propulsant son radioplane contre celui du Nyctalope. Oxus, mécontent de l'échec de Koynos à supprimer Léo Sainte-Claire et à détruire derrière lui la station africaine, lui ordonne de se sacrifier de la même manière qu'Alkeus au cas où Sainte-Claire échapperait à la première collision. Cependant, par amour pour Xavière, Koynos promet à la jeune femme de sauver Léo en dépit des ordres qu’il a reçus.

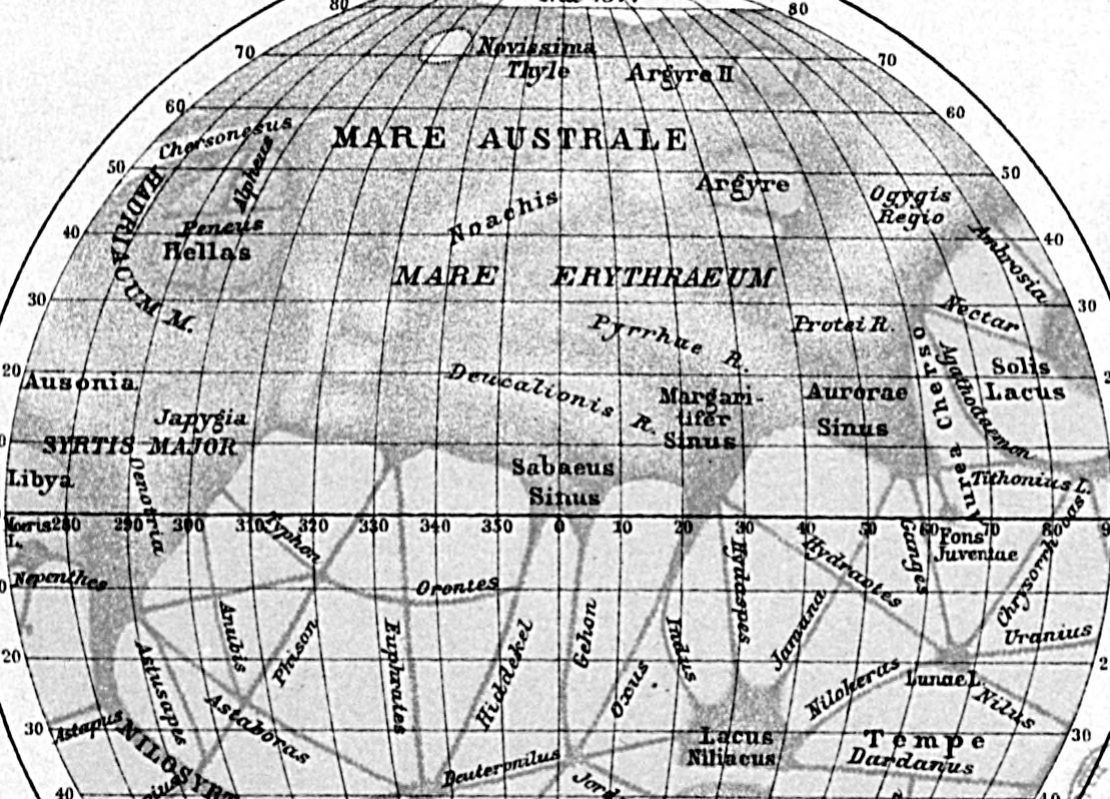
Représentation de la planète Mars par Schiaparelli sur laquelle figure le lac Niliaque (Lacus Niliacus) et l'île d'Argyre.

Pendant ce temps sur Terre, Léo interroge les deux gardiens de la station africaine, Normand et Breton, pour empêcher l’explosion du complexe. Apprenant ainsi tous les secrets de l’organisation des XV, le Nyctalope décide de partir sur Mars, délivrer les captives avec un groupe formé de quatorze personnes. Il fixe, comme second objectif à cette expédition, de préparer le terrain à une conquête de la planète Mars par l'armée française.
Alkeus voit arriver dans l’espace cinq radioplanes et dirige contre eux son attaque-suicide, ne parvenant cependant à en détruire qu’un seul.

#### Sur Mars
Alors que Léo découvre que l’attaque-suicide d'Alkeus a détruit l’aéroplane piloté par l’amiral de Ciserat, un autre vaisseau vient à leur rencontre. Il s’agit de celui de Koynos, qui le prévient de ne pas aborder l’île Argyre où Oxus a groupé ses forces. Ainsi, l’expédition du Nyctalope se pose sur l’île Niliaque, et les onze rescapés en entreprennent l’exploration.
Dans sa ville de Cosmopolis, Oxus prend conscience, qu'hormis son fidèle Kipper qui retient Félicie Jolivet, tous ses hommes sont sous l'influence de leur captive respective. De retour auprès d'Oxus, Koynos apprend à son maître qu'Alkeus s’est détruit contre un aéroplane venant de la Terre, mais lui cache cependant la présence des quatre autres vaisseaux parvenus sur Mars.
Averti par un serviteur de Koynos des dangers de la planète, Léo prend l'initiative de rejoindre discrètement Cosmopolis pour y rencontrer Koynos. Pendant ce temps, celui-ci retourne auprès de Xavière et lui fait une déclaration enflammée qui émeut profondément sa jeune sœur Yvonne. Succombant à l’amour contrarié de Koynos, celle-ci se presse contre lui et l’emmène dans la chambre.
Arrivé à Cosmopolis, le Nyctalope rencontre Koynos qui le conduit jusqu’à Xavière. Alors que Léo se trouve dans les bras de sa fiancée, Oxus entre dans la pièce avec ses hommes pour capturer Sainte-Claire et Koynos. Les deux hommes comparaissent devant le tribunal des XV chargé établir leur culpabilité. Convaincu de la trahison de Koynos et du danger que représente le Nyctalope, le tribunal condamne à mort les deux individus.

#### Le Nyctalope contre les XV

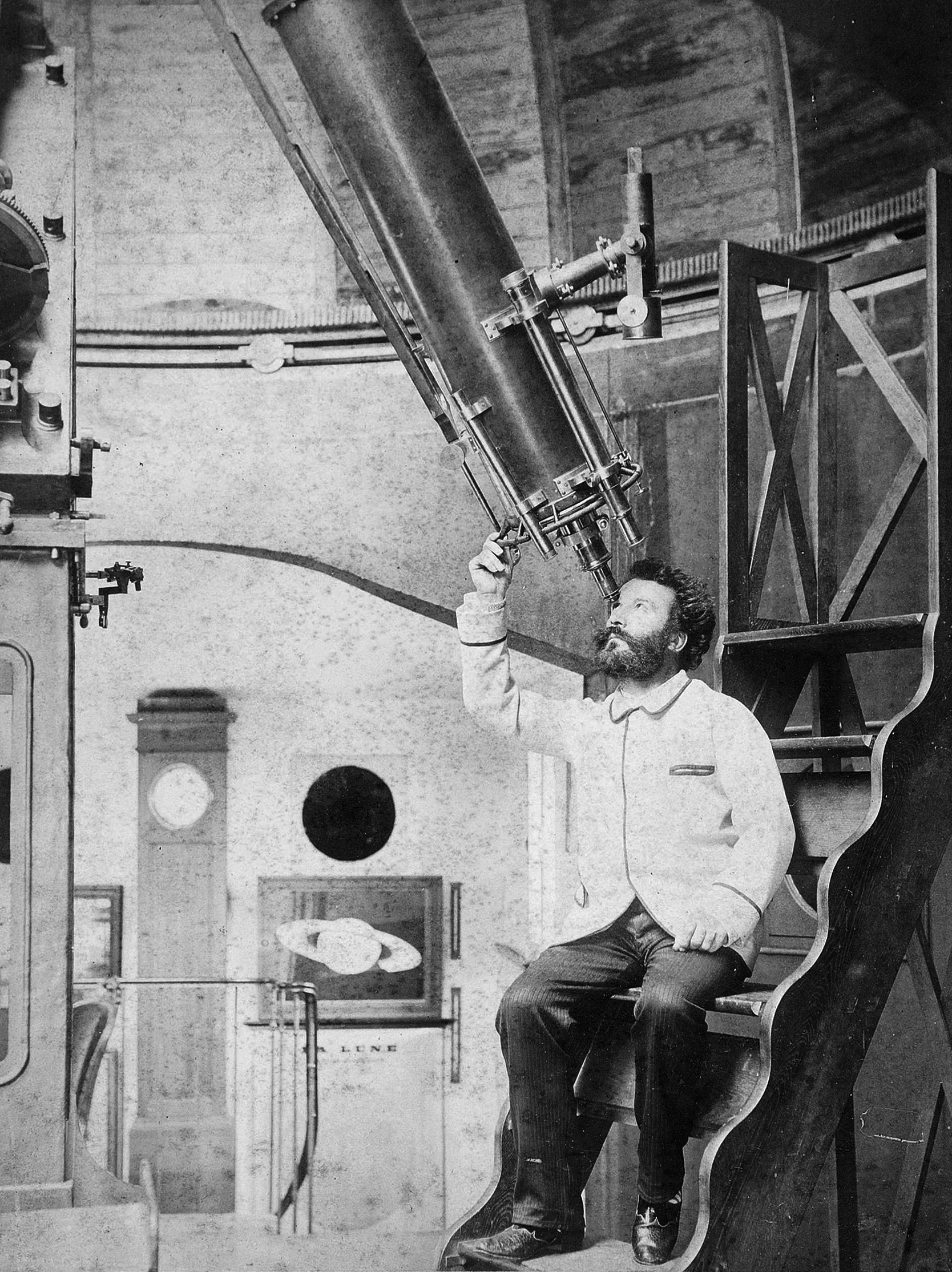
L'astronome Camille Flammarion se joint à l'expédition française pour la conquête de la planète Mars.

Après leur condamnation à mort par le tribunal, Koynos est décapité, tandis que Sainte-Claire est enfermé avant son exécution. La nuit venue, Xavière se rend au cachot et délivre son fiancé, qui se rend directement dans la maison d'Oxus. Grâce à son pouvoir de nyctalopie, Léo tue aisément les gardes et obtient la reddition du maître des XV. Il l’informe de son intention de l’emprisonner secrètement pendant un mois, avant de lui rendre le commandement de son organisation. Léo se documente sur les plans des XV dans le cabinet d'Oxus, puis se faisant passer pour lui, il donne par téléphone ses directives à Kipper pour qu’il parte entreprendre la conquête de Mars.
Les membres des XV ayant quitté Cosmopolis sous les ordres de Kipper, Léo profite alors de sa liberté de déplacement pour rejoindre ses compagnons sur l’île Niliaque et les ramener à Cosmopolis. Ses compagnons se parent alors de l’uniforme blanc aux bottes vertes des XV et se revendiquent les nouveaux membres des XV auprès des hommes restés en villes. Le Nyctalope prend publiquement la parole et explique aux habitants qu’en l’absence des XV originels partis combattre les Martiens, onze nouveaux membres ont été nommés pour gouverner la ville et que lui-même exercerait le pouvoir sous le nom d'Oxus II.
Cependant, le fils de Kipper, Abbou, s’aperçoit de la supercherie en reconnaissant Sainte-Claire et part prévenir son père après avoir capturé Xavière. Alerté par son fils, Kipper conduit son armée aux portes de Cosmopolis en voulant troquer la ville contre la vie de Xavière. Le Nyctalope refuse et exige la reddition de Kipper. Ce dernier découvre alors que son fils s’est fait duper et que les fourrures censées enrouler le corps de Xavière contiennent en réalité le corps de la mère d'Abbou. De colère, Kipper tue Abbou et provoque accidentellement l’écrasement de son hydroplane. De leurs côtés, les autres membres des XV se soumettent tous au Nyctalope.

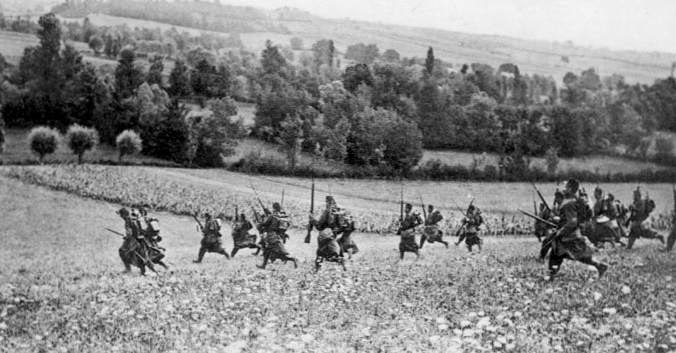
Assaut de l'infanterie française en 1914.

Trois semaines passent à Cosmopolis lorsqu'arrivent alors les trois mille soldats français venus à l'invitation du Nyctalope. Parmi les nouveaux arrivants, outre le vrai Camille Flammarion en tant que membre scientifique, Léo découvre avec surprise sa sœur adoptive Christiane, à qui il confie les origines secrètes : elle est la fille de l'Hictaner et de Moïsette, et donc la petite-fille d'Oxus. Un conseil solennel s’ouvre, dans lequel les XV, les compagnons du Nyctalope et l'état-major français forment le nouveau gouvernement militaire des Terriens sur Mars. Oxus est choisi comme président du conseil et Sainte-Claire comme généralissime.
Enfin réunis, Léo de Sainte-Claire et Xavière de Ciserat se marient.
Sous le commandement du Nyctalope, l’armée terrienne quitte l’île Argyre pour affronter les Martiens. Cependant face à une nouvelle arme qui bloque la progression de leurs vaisseaux, Léo décide de partir seul capturer un Martien pour l’interroger. Il parvient à réquisitionner un tripode et se rend incognito dans le camp des Martiens pour surveiller leurs activités. Léo capture alors deux Martiens avant de parvenir à prendre la fuite.

#### Épilogue
Après avoir en partie déchiffré leur langage, le Nyctalope renvoie un des Martiens capturés auprès des siens pour négocier une paix. Celle-ci est donc convenue avec les trois grandes nations martiennes. Jean de La Hire raconte qu’ensuite lorsque la guerre entre deux grandes nations martiennes éclate, les Terriens y prennent, avec le Nyctalope, une part prépondérante.

### Personnages

#### Le Nyctalope

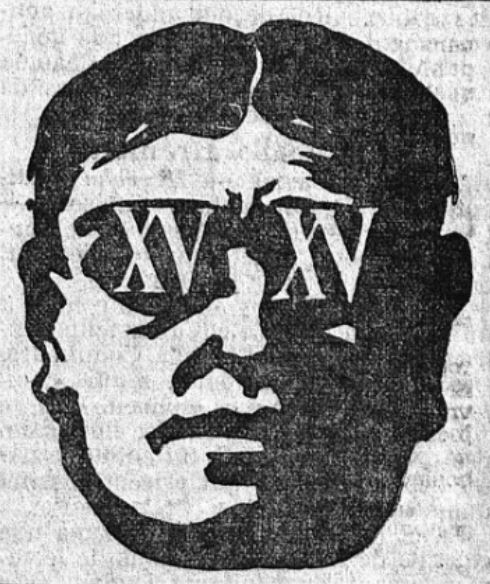
Cet encart publicitaire représentant le Nyctalope, paraît dans Le Matin du 21 avril 1911 pour annoncer la prochaine parution du Mystère des XV.

Célèbre explorateur français, Léo Sainte-Claire tire son surnom de sa vision parfaite en pleine nuit. Aventurier et explorateur intrépide, il est le fils de Jean Sainte-Clair, le protagoniste d'un précédent roman de Jean de La Hire, L'Homme qui peut vivre dans l'eau, publié en 1909 dans les pages du Matin.

« L'explorateur célèbre qui avait déchiré le voile du Thibet mystique, et sillonné les forêts vierges de l'Afrique centrale. Et on l'appelait familièrement le Nyctalope, à cause de la rare faculté qu'avaient ses yeux d'y voir la nuit autant et mieux qu'en plein jour. »

— Jean de La Hire, Le Mystère des XV.
Le Mystère des XV est la première aventure de Léo racontée par Jean de La Hire, dans laquelle il se lance à la poursuite de l’organisation des XV, responsable du rapt de sa fiancée Xavière de Ciserat. Ainsi, aux côtés de ses compagnons, il prend le contrôle de la station des XV au Congo, avant de gagner la planète Mars pour livrer directement bataille à l'organisation des XV. Doté d’une extraordinaire force de volonté, il vient à bout de tous les obstacles par son audace et l’ascendant qu’il parvient à avoir sur ses adversaires.
Après la défaite des XV, le Nyctalope épouse Xavière selon les rites martiens.

#### Affiliés au Nyctalope
Le roman raconte les aventures du Nyctalope lancé à la recherche de sa fiancée Xavière de Ciserat, kidnappée par l'organisation des XV. Leur chef, Oxus, a organisé le rapt de quinze jeunes femmes, dont les deux filles du ministre de la Marine, Xavière et sa sœur Yvonne de Ciserat, ainsi que Félicie Jolivet afin de faire d'elles des épouses aux membres dirigeants de la colonie établie sur Mars. Ces femmes se révèlent cependant un grain de sable dans les plans d'Oxus à cause de l'influence qu'elles parviennent à avoir sur leur geôlier. Ainsi, Xavière corrompt la loyauté de Koynos, tandis que sa sœur Yvonne provoque le suicide d'Alkeus. Cependant, tombant amoureuse de Koynos, Yvonne devient folle en apprenant la mort de son nouvel amant. La pratique du rapt est systématiquement entreprise par les XV, la sœur adoptive du Nyctalope, Christiane Sainte-Claire, est kidnappée afin de manipuler en vain son frère. Le secret des origines de la jeune femme est révélé à la fin du roman, lorsque le Nyctalope apprend à Oxus que Christiane, qui vient de les rejoindre sur Mars, est en réalité sa petite-fille et l'enfant de l'Hictaner.

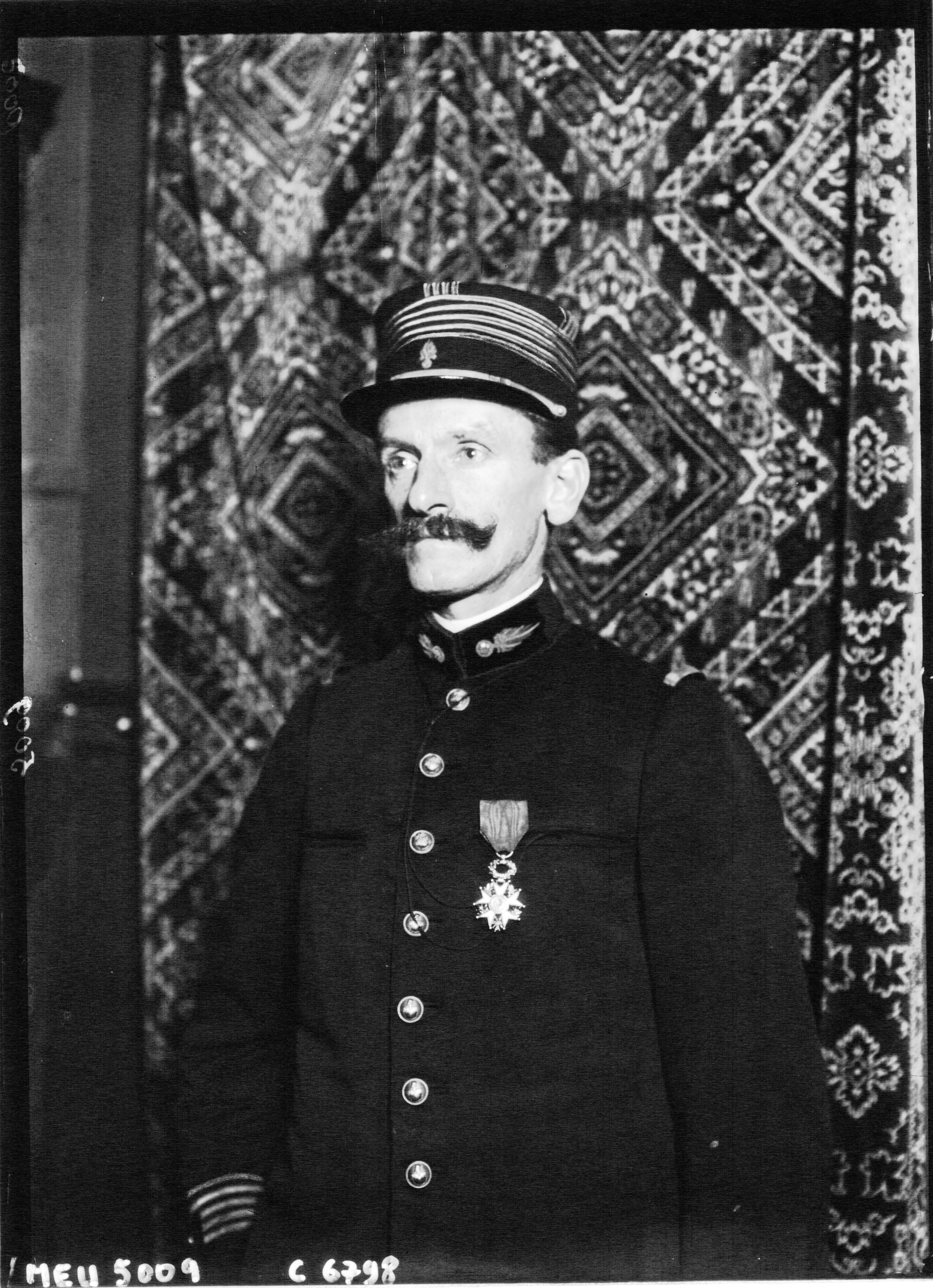
Photographie de Victor-Paul Bouttieaux (1909)

À la poursuite des jeunes femmes enlevées, le Nyctalope constitue une première équipe. Elle compte son beau-père, le ministre Louis de Ciserat tué dans l'espace lors de l'attaque suicide d'Alkeus, son officier d'ordonnance l'enseigne Damprich (frère d'une captive), Maximilien Jolivet, ainsi que le quartier-maître Bontemps et le valet de chambre Tory. Cette équipe est renforcée au moment de partir sur Mars par Pary O'Brien, un matelot se joignant au Nyctalope après l'avoir sauvé des eaux en mer de Méditerranée, et par l'Anglais Klepton, l'inventeur de l’aéronef en aluminium mû par un moteur à air liquide, qui vivait secrètement à Ibiza. Tandis que sur Terre, le chef de la Sûreté M. Sanglier s'occupe de démanteler les complices des XV et Damprich est chargé de convaincre le ministre de la Guerre, le général d'Amade, et le président de la République Léon Bourgeois, d'envoyer l'armée française pour coloniser la planète.
Ainsi, il rejoint au bout d'un mois le Nyctalope en compagnie du colonel Bouttieaux à la tête de trois mille soldats sur Mars, notamment accompagné du célèbre astronome Camille Flammarion en tant que membre scientifique, de Maurice Reclus en tant qu'historiographe de la conquête française de la planète Mars et du journaliste René François, envoyé spécial du Matin chargé de relater les aventures martiennes pour le quotidien. Parmi les soldats français débarqués sur Mars, Paul Verneuil est envoyé porter secours au Nyctalope disparu. Après l’avoir retrouvé, il l’aide à comprendre le fonctionnement des tripodes martiens mais est tué lors de leur retour à Cosmopolis.

#### Les XV
Cette organisation secrète dirigée par Oxus projette de conquérir la planète Mars à partir d'une base, Cosmopolis, qu'elle a établi dans l'île d'Argyre depuis plus de dix ans. Après avoir terrifié la Terre vingt-cinq ans plus tôt avec l'Hictaner, Oxus tente à présent de conquérir la planète Mars. Il a choisi quinze membres autour de lui pour diriger la colonie martienne. Finalement, défait par le Nyctalope, Oxus se repent et dirige la colonie au nom du gouvernement français. Le premier d'entre eux, Koynos, est le chef désigné par Oxus des XV. Il tombe cependant amoureux de sa prisonnière, Xavière de Ciserat. Éconduit par la jeune femme, il trahit son maître par amour pour elle en apportant son aide au Nyctalope. Sa trahison lui vaut la mort par décapitation. Hormis Kipper, le ravisseur de Félicie Jolivet, fidèle lieutenant d'Oxus, tous les membres des XV succombent à l'influence de leur captive, notamment Miniok, commandant des sous-marins ; Ekaton, commandant des avions, et Kokreps, commandant des hydroplanes. En outre, Alkeus, amoureux éconduit par sa prisonnière Yvonne de Ciserat, lance une attaque suicide contre le vaisseau de Louis de Ciserat, car ne supportant plus sa peine. Parmi les 3 000 hommes qui composent la colonie, Alpha seconde son maître Koynos dans toutes ses missions et part à sa demande informer le Nyctalope sur les projets d'Oxus ; Banko est le serviteur et geôlier de Xavière de Ciserat sur Mars ; ou encore Abbou, fils de Kipper et d’une esclave, tente de déjouer les plans du Nyctalope pour s’illustrer auprès de son père. Il est cependant trompé par Léo Sainte-Claire et se fait tuer par Kipper en colère.
Pour mener à bien son projet de conquête, Oxus dispose également de complices sur Terre. Ainsi, lorsqu'il apprend que le Nyctalope est sur ses traces, il charge Bastien, secrétaire particulier du chef de la Sûreté, M. Sanglier et chef secret des affiliés aux XV en France, de rejoindre l'expédition de sauvetage des jeunes femmes. Il est rapidement démasqué par Damprich qui prévient alors Léo Saint-Claire, résolu à lui tendre un piège. Ainsi, ne voulant pas s'encombrer d'un agent démasqué, Koynos tente de se débarrasser de Bastien. Désabusé, celui-ci choisit alors la rédemption en accompagnant l'armée française sur Mars. Après l'échec de Bastien, puis de Koynos, Thoth, le délégué général des XV pour l'Europe, est à son tour chargé de stopper le Nyctalope. Il se fait alors passer pour l'astronome Camille Flammarion pour se joindre à l'équipe de secours. Finalement, son imposture mise à jour, il est mis à mort par Léo. Parmi les complices d'Oxus, Franz Montal et son homme de main, Malteste, sont responsables de l'enlèvement de Christiane. La jeune femme est emprisonnée au château de Pierrefort dans le Cantal et gardé par le frère de Franz, Noël de Pierrefort. Ce dernier succombe cependant à ses sentiments et finit par se fiancer avec sa prisonnière. Enfin, pour assurer les liaisons interplanétaires entre la Terre et Mars, les XV utilisent une station radiotéléphonique cachée au Congo, qui assure le vol des radioplanes. Ayant reçu l'ordre de détruire la station pour empêcher l'arrivée du Nyctalope, les deux gardiens, Normand et Breton, sont cependant neutralisés par Léo et Max Jolivet, qui prennent ainsi possession de la base.

## Style et courant littéraire

### Héritage littéraire

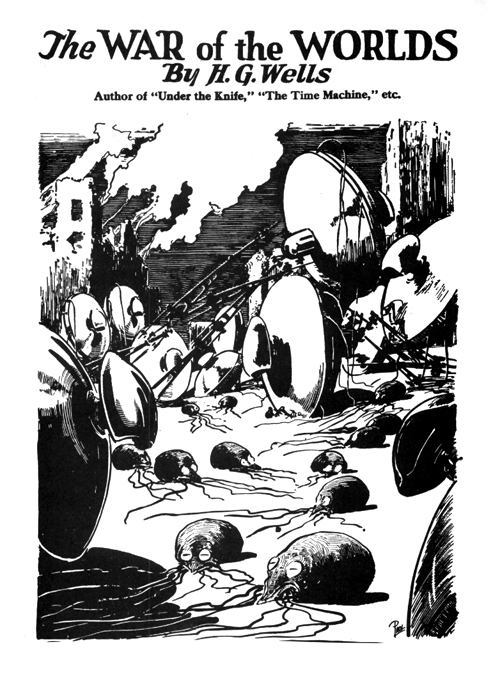
Illustration de Frank R. Paul issue de La Guerre des mondes (1927).

Dès les premières pages, ce roman est ainsi présenté comme une suite indirecte à L'Homme qui peut vivre dans l'eau que Jean de la Hire publia deux ans plus tôt : le héros principal du livre, Léo Sainte-Claire, est vite identifié comme le fils d’un personnage secondaire du précédent roman et le méchant, Oxus, est de retour avec des projets toujours aussi machiavéliques.
Néanmoins, très rapidement la référence avec La Guerre des mondes de H.G. Wells est explicitement annoncée. Oxus cherche ainsi à prendre sa revanche sur la tentative d’invasion de la Terre par les Martiens quelques années plus tôt. À cet effet, il se fixe comme objectif, à travers l’organisation secrète, les XV, qu’il dirige, de conquérir la planète Mars. Jean de La Hire, se plaçant lui-même en biographe des aventures du Nyctalope, présente son confrère H.G. Wells comme un « historien » qui a rapporté fidèlement les faits historiques qui ont eu lieu en Angleterre.
Lors des aventures du Nyctalope sur la planète Mars, La Hire reprend succinctement la même description des Martiens : « Trois Martiens étaient debout, le corps-tête soutenu par huit tentacules plantées droit dans le sol » que celle que faisait H.G. Wells : 
« Ils étaient formés d’un grand corps rond, ou plutôt d’une grande tête ronde d’environ quatre pieds de diamètre et pourvue d’une figure. Cette face n’avait pas de narines – à vrai dire les Martiens ne semblent pas avoir été doués d’odorat – mais possédait deux grands yeux sombres, immédiatement au-dessous desquels se trouvait une sorte de bec cartilagineux. Derrière cette tête ou ce corps – car je ne sais vraiment lequel de ces deux termes employer – était une seule surface tympanique tendue, qu’on a su depuis être anatomiquement une oreille, encore qu’elle dût leur être presque entièrement inutile dans notre atmosphère trop dense. En groupe autour de la bouche, seize tentacules minces, presque des lanières, étaient disposés en deux faisceaux de huit chacun ».

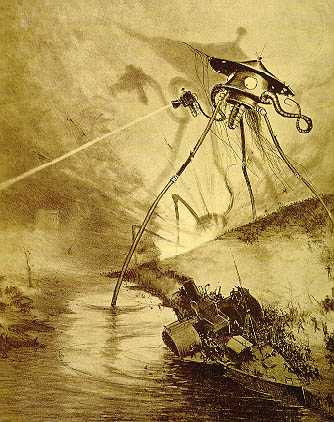
Illustration d'un tripode dans l'édition belge de La Guerre des mondes de 1906 signée Henrique Alvim Corrêa

Il les renomme d’ailleurs des Képhales pour les distinguer des bipèdes martiens qui leur servent de nourriture. Dans son roman, Jean de La Hire reprend les bases définies par H.G. Wells et les prolongent en ajoutant des explications supplémentaires. Ainsi, il explique l’invasion de la Terre par les Martiens par la recherche de nourriture : les Terriens ressemblant aux Martiens bipèdes dont le sang leur sert de nourriture. Les armes utilisées dans La Guerre des mondes : tripodes équipés de leur Rayon Ardent (laser surpuissant) et d’un gaz toxique appelé Fumée Noire, dont les XV ont appris à se protéger, sont complétées par un nouvel arsenal : des cerfs-volants dont la simple vibration de l’air remué par les avions provoquait une explosion qui mitraillait de morceaux d’acier les alentours.
L'originalité de La Hire vis-à-vis de Wells, est de présenter Le Mystère des XV comme Une Guerre des mondes « retournée ». Ainsi, ce sont les Terriens, à travers l'organisation des XV, qui tentent de se rendre maîtres de la planète Mars.
Enfin, Jean de La Hire apporte des nouveautés en poursuivant l’exploration de l’univers de H.G. Wells. Ainsi, il explique que trois grandes nations martiennes se partagent la planète : « Trois grandes nations de Képhales se partageaient la planète. L’une que l’on peut appeler la nation insulaire, comprenait toute l’hémisphère sud de Mars. […] La capitale de cette immense nation ou plutôt le siège central de son gouvernement était la ville forte de Zéa, au milieu du las du même nom, dans la vaste terre d'Hellas. Les deux autres nations, continentales celles-là, se partageaient l’hémisphère nord ». Seule l’une d’entre elles tenta d’envahir la Terre ; cependant, son échec l’ayant profondément découragée, elle se replongea dans des guerres intestines.

### Une œuvre qui s'inscrit dans le courant de la science-fiction européenne

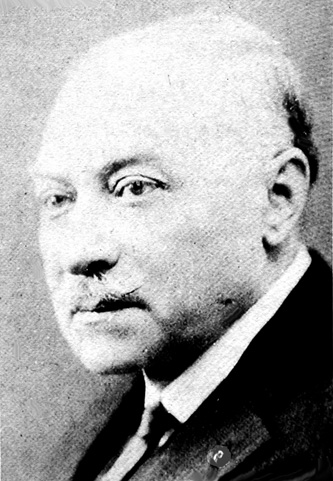
Le romancier Gustave Le Rouge est un éminent représentant français du merveilleux scientifique du début du XXe siècle.

Jean de La Hire fait une première incursion dans le genre de la science-fiction, également appelé « merveilleux scientifique » au début du XXe siècle, avec son roman de 1908, La Roue fulgurante, qui narre les aventures d’un groupe de Terriens sur la planète Mercure. Ce succès lui permet d'apparaître comme une figure de l'anticipation scientifique française d'avant-guerre, et plus particulièrement comme une des figures importantes de la « science-fiction post-vernienne », qui se distingue par le traitement fantaisiste des récits pseudo-scientifiques que proposait la génération d'écrivains précédents. Ainsi, Jean de La Hire s'inscrit dans un courant profond du genre science-fiction, en réalisant une synthèse des œuvres de Jules Verne, de Wells et de Flammarion. 
Le Mystère des XV est le premier récit d'exploration français, et peut-être même au monde, à véritablement envisager que l'homme émigre et colonise une autre planète. Jean de La Hire ne considère pas le voyage interplanétaire comme une simple aventure sans lendemain, mais s'intéresse, certes de manière succincte, à l'installation et au développement d'une colonie extra-terrestre. Dans ce roman, il met en scène le savant Oxus, s'établir avec quinze compagnons sur la planète Mars, afin de fonder un État idéal. Cet engouement littéraire pour Mars s'inscrit dans un courant de science-fiction européenne, et particulièrement florissant en France, portant sur le thème de la planète Mars. Il est ainsi contemporain des romans Le Docteur Oméga d'Arnould Galopin en 1906, Le Prisonnier de la planète Mars et La Guerre des Vampires de Gustave Le Rouge en 1908-1909, Uranie de Camille Flammarion en 1912.

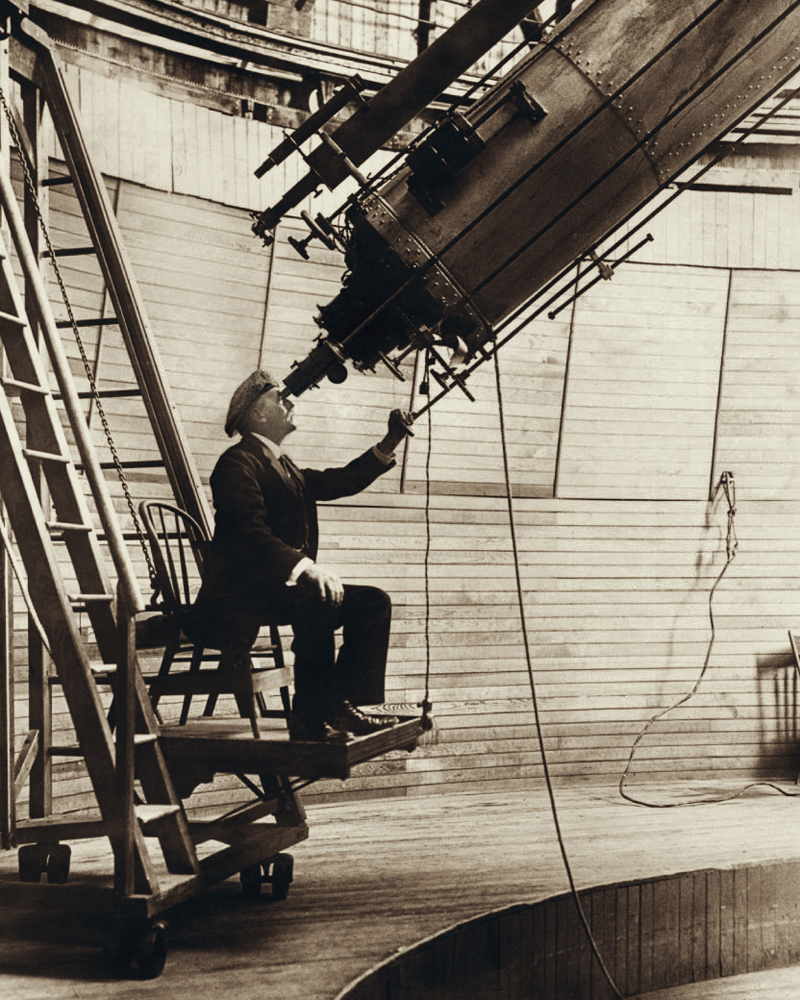
Percival Lowell observant Mars à travers un télescope en 1914.

L'existence d'une civilisation martienne a été notamment popularisé par l'homme d'affaires Percival Lowell, qui se passionna pour l'étude de la planète Mars. Cet astronome amateur fut un défenseur ardent de l'existence des canaux sur Mars, pour lesquels il consacra trois ouvrages publiés entre 1895 et 1908. Cette théorie fut cependant moins populaire en France à cause du scepticisme de l'astronome Camille Flammarion  quant à l'existence de ces canaux, malgré sa croyance en une vie sur Mars néanmoins.
Le Mystère des XV présente la particularité de décrire avec précision des vols interplanétaires. De ce point de vue, La Hire fait figure de précurseur de la science-fiction populaire de la première moitié du XXe siècle. Deux ans plus tôt, le vol de Louis Blériot au-dessus de la Manche connaît un très grand retentissement dans l’opinion publique et ouvre les portes à l'imagination des visionnaires et des auteurs populaires, notamment à celle de Jean de la Hire dans Le Mystère des XV. En effet, il considère le vol spatial comme une extension de l'aviation annonçant les futurs vols réguliers entre les planètes. Par ailleurs, la présence même d'une bataille spatiale, certes modeste, est une étape significative dans la littérature de science-fiction, dans la mesure où elle ouvre de larges et nouvelles perspectives.
L'originalité du roman de La Hire est qu'il se démarque des auteurs de science-fiction contemporains qui imaginaient un moyen de transport artificiel pour envoyer des héros sur Mars. Il conçoit le vol spatial comme une extension de l'aviation, laquelle rend tout à fait concevable d'imaginer un vol régulier entre deux planètes.
Ainsi, le thème futuriste du roman se révèle dans l'évolution des moyens de transport. Outre l'utilisation des radioplanes fonctionnant au moyen des ondes hertziennes qui permet de régler les problèmes de réserve de combustible, La Hire conçoit également le Condor de l'inventeur Klepton, un ornithoptère aux ailes électrisées capable de longs vols planés grâce à son moteur à air liquide. De manière générale, la navigation aérienne s'est considérablement développée : elle est assurée par des services réguliers de dirigeables, toujours de type République, mais perfectionnés : grâce à de longues vitres, les passagers peuvent se promener sur le pont sans être balayés par le vent. Aux côtés des lignes intérieures quotidiennement desservies en France, les lignes extérieures sont également fréquentes : Le Havre-New York, Marseille-Alger, une fois par semaine ; Marseille-Tananarive, Bordeaux-Tombouctou-Brazzaville, deux fois par mois. Enfin, l'apparition des radioplanes, des avions portés non par les airs mais par les ondes électromagnétiques de la radio, permettent les liaisons interplanétaires. Toutes ces innovations ont un impact sur les autres modes de transport : les chemins de fer ont dû abaisser leurs tarifs, se perfectionner et adopter la traction électrique ; tandis que les paquebots luttent difficilement contre la concurrence.

### Roman d'aventures et littérature populaire

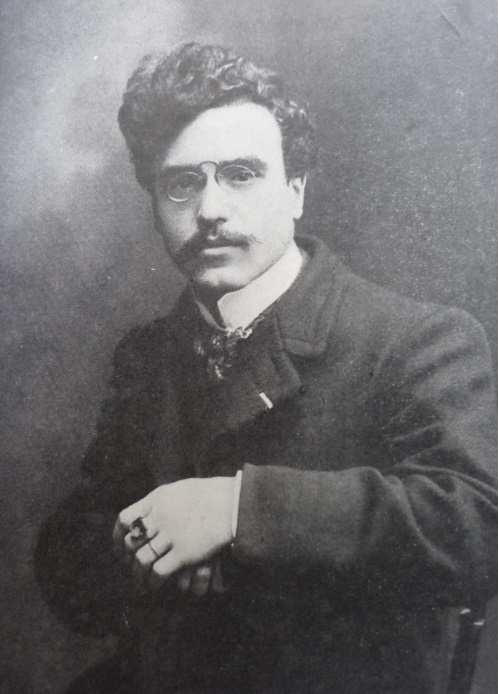
Photographie d'Adolphe d'Espie, alias Jean de La Hire, vers 1905.

Malgré l'utilisation de thèmes issus de la science-fiction avec Le Mystère des XV, La Hire n'utilise les voyages interplanétaires, l'anticipation scientifique, avant tout qu'à des fins romanesques et d'intrigue. En effet, ces éléments de science-fiction ne constituent pas une fin en soi pour l'auteur, dans la mesure où l'intrigue relève en premier lieu du roman d'aventures classique. La Hire s'inscrit donc bien dans la tradition des romans populaires, où le décor martien ne représente qu'un prétexte à une aventure trépignante.
En outre, sa description de la planète Mars reste très lacunaire, à laquelle il se contente de quelques phrases succinctes pour situer le décor des héros. Ainsi, loin d'exploiter le potentiel de science-fiction d'une telle description, l'écrivain se limite à décrire un décor réaliste à son action. Pour Jean de La Hire, la planète rouge est avant tout un non-lieu, un espace utopique et uchronique, c'est la raison pour laquelle il ne s'attarde pas sur le décor. Ainsi, lorsque le Nyctalope arrive sur Mars près du lac Niliaque, il décrit le lieu semblable à la région des lacs de Sologne : « C'était donc cela Mars ?… Sans l'étrangeté nouvelle des deux lunes on se serait cru sur la terre, en France, au bord d'un étang de Sologne, par une calme et pure nuit d'octobre, d'une fraicheur agréable et parfumée. » La description des paysages martiens est évacuée, La Hire se contentant de renvoi, à travers quelques termes clés, à un univers générique purement intertextuel.

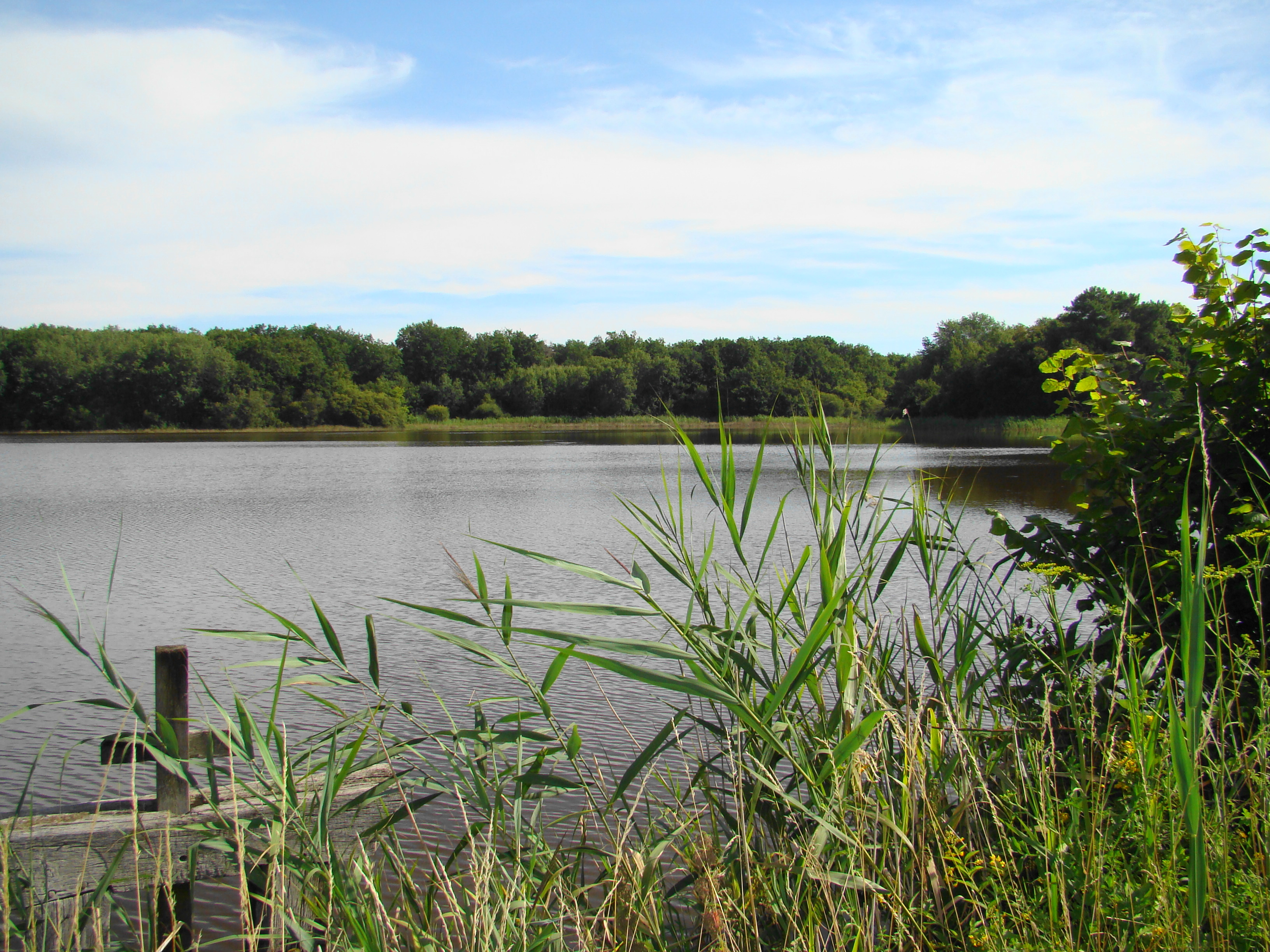
Jean de La Hire décrit l'île Niliaque comme un paysage de Sologne. Ici, un étang entre Lassay-sur-Croisne et Pruniers-en-Sologne.

Cette modération dans l'utilisation des thèmes de science-fiction s'explique par le support que représente le roman-feuilleton. Avec une parution quotidienne, les auteurs devaient tenir compte des opinions des lecteurs dans l'évolution de leur récit. En effet, Jean de la Hire publie son récit dans les pages du quotidien Le Matin à partir du 23 avril 1911. Le roman est publié selon le modèle traditionnel placé au « rez-de-chaussée » du journal. Les attentes d'un lectorat habitué aux romans d'aventures, le contraignent à respecter un certain nombre de conventions narratives, notamment une romance du héros à ne pas négliger au profit de la conquête de Mars.
Avec La Roue fulgurante, La Hire opte en 1908 pour l'écriture de romans populaires, qui lui vaut un réel succès. Il poursuit cette veine avec Le Mystère des XV ; cependant, contrairement à sa série Le Corsaire sous-marin (publiée à partir de 1912) pour laquelle il « tire à la ligne », il n'étire pas ici son récit afin d'être mieux rémunéré.
L'une des spécificités de ce récit est de développer une science-fiction d'action, c'est-à-dire calquée sur le modèle des romans d'aventures géographiques. En effet, au début du XXe siècle, la distinction entre roman de science-fiction et roman d'aventures géographiques n'est pas encore clairement établie, ainsi à l'instar des récits de voyages d'explorateurs du XIXe siècle aussitôt réutilisés par les romanciers qui les mettent en fiction, les découvertes scientifiques et astronomiques sont portées en fiction.
Devenu chef des XV, le Nyctalope livre bataille aux Martiens responsables de l'invasion de la Terre relatée dans La Guerre des mondes, et permet à la France d'établir une colonie sur Mars, dirigée par un Oxus repenti. Le Nyctalope se distingue néanmoins de l'organisation des XV en se posant comme colonisateur mandaté par la nation. Lieu commun de la littérature coloniale, ce type de fiction propagandiste vise à encourager l'esprit de conquête pour la « plus grande France », ainsi qu'à réarmer moralement une nation menacée de décadence après la défaite française de 1870.
Aux côtés des opérations militaires de conquête, il est habituel d'associer un projet de développement. C'est pourquoi, la présence féminine prend toute son importance dans le roman d’aventures coloniales, un genre en pleine expansion au XIXe siècle. Leur rôle est de fonder hors de France des familles pour ancrer la colonie et s'assurer de son avenir. Cette problématique est posée dans Le Mystère des XV à laquelle s'ajoute la question de l'eugénisme, dans la mesure où Oxus essaie de conquérir la planète Mars et cherche à créer une race de surhommes. En effet, après avoir installé sa colonie sur Mars avec quinze compagnons pour créer un état idéal, il fait enlever des jeunes femmes pour fonder une « race parfaite ». Les membres des XV kidnappent des jeunes femmes célèbres, alors même qu'ils cherchent à rester discrets sur leurs activités. Ce paradoxe peut s'expliquer par une logique eugéniste positive, puisque les XV ont ce faisant l’assurance de bénéficier de représentantes de bonne « race ».

### Style et incohérences narratives
Le roman souffre de nombreuses incohérences narratives qui apparaissent tout au long du récit. Le format de la publication en feuilleton en est l'une des raisons, à cause des variations dans le récit, des déséquilibres dans le développement qu'il entraîne. En effet, cette forme de récit implique une certaine technique d'écriture, celle de l'improvisation quotidienne, sans possibilité de se relire ou de se corriger. La Hire est contraint d'adapter son récit au fur et à mesure de la publication, en fonction des attentes des lecteurs. Celles-ci ont un impact significatif dans Le Mystère des XV qui voit les orientations de son intrigue évoluer fréquemment. 
Par ailleurs, Jean de La Hire est soumis à de nombreuses obligations éditoriales : il doit livrer deux grands romans par an au Matin, tout en satisfaisant ses engagements auprès des éditeurs Tallandier et Ferenczi. Cet intense rythme de production le pousse à travailler sur plusieurs romans à la suite, voire à la fois. Pour d'ailleurs améliorer sa productivité, il dicte son récit à un secrétaire ou un dictaphone, méthode qui a l'inconvénient d'alourdir la narration. Tous ces éléments ont des conséquences sur le développement du roman : certaines idées annoncées sont finalement inexploitées suite un développement tronqué, des personnages disparaissent en cours de route, la fin est bâclée. Cette méthode de travail explique également les emprunts à d'autres œuvres, en particulier La Guerre des mondes qui fournit une grande partie de l'intrigue. 
Afin de garder un rythme soutenu à son récit, La Hire se permet également quelques incohérences, notamment lorsqu'il raconte qu'il a fallu un mois à la France pour construire une flotte de 250 radioplanes pour emmener les 3 000 soldats français sur Mars. Et pourtant, s'il parvient à faire preuve d'imagination, son style manque de fluidité avec des descriptions trop nombreuses et systématiques. 
Passage obligé du roman populaire, les intrigues sentimentales n'intéressent pourtant pas La Hire. C'est d'ailleurs la raison pour laquelle la dimension sentimentale du roman est très convenue. Par conséquent, ne parvenant pas à se dépêtrer d'une intrigue romanesque bâti sans conviction, l'auteur traite mal les sujets qu'il affectionne, à savoir la conquête et la colonisation de Mars, la rencontre avec d'autres formes de vie. Ainsi, lorsqu'il confronte le Nyctalope au dilemme entre sa fiancée ou sa sœur, ou plus tard en mettant Oxus face à la révélation du rapt de sa propre petite-fille, La Hire ne cherche pas à créer une tension dramatique, mais au contraire, il cherche à s'affranchir le plus rapidement possible de cette intrigue pour se concentrer sur le sujet qui l'intéresse vraiment : la conquête de Mars. 
D'une manière générale dans le roman populaire, la dimension dramatique repose sur l'apparition d'un méchant qui menace la vie d'une personne, nécessitant par conséquent l'intervention du héros ; bien souvent, la victime est une femme, ce qui permet de construire une relation avec le héros. Le roman de La Hire, s'il semble adopter cette trame basique, échoue néanmoins à créer une quelconque tension dramatique. Cet échec est notamment dû à la faiblesse de l'intrigue, qui ne peut fonctionner quand les protagonistes ont un comportement irrationnel. Ainsi, le rôle des XV est ambigu dans la mesure où ils ne parviennent pas à faire des méchants crédibles, d'une part à cause de leur persistante faiblesse – ne voulant déplaire à leurs captives, certains vont jusqu'à trahir Oxus –, d'autre part car ils sont destinés à être les héros de la conquête spatiale française. En réalité, dès l'origine, l'intrigue repose sur le comportement absurde d'Oxus : il colonise la planète Mars avec 3 000 hommes, mais il ne prend conscience que ces derniers désirent des compagnes qu'au bout de dix ans ; puis il décide de kidnapper des jeunes femmes de la haute société en s'imaginant ne pas attirer l'attention sur ses exactions.

## Une œuvre originale

### Récit précurseur du genre des super-héros

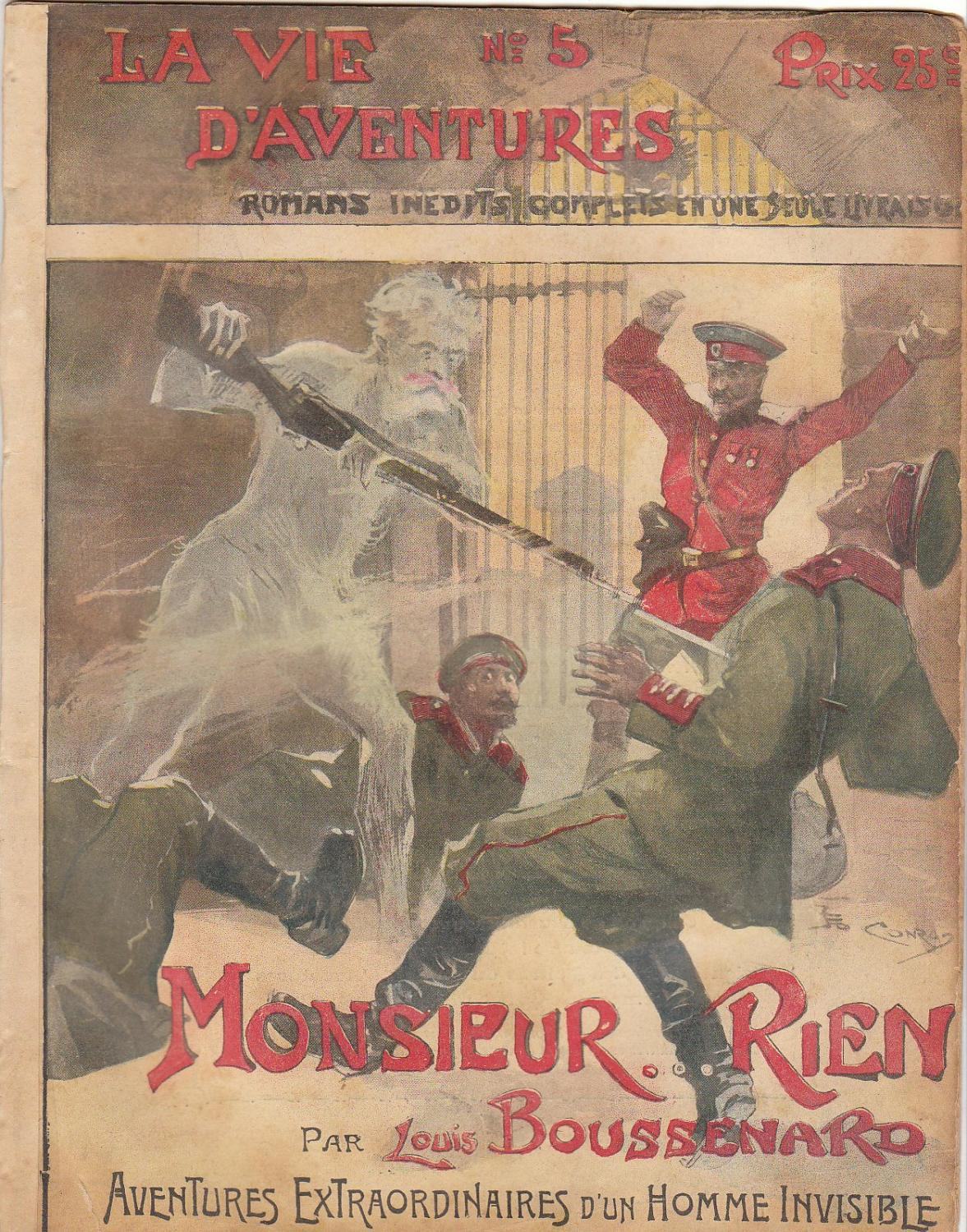
À l'instar de l'invisible Monsieur Rien (1907) de Louis Boussenard, le Nyctalope apparaît comme un surhomme aux capacités exceptionnelles, précurseur de la figure du super-héros.

Doté de super-pouvoirs – en l’occurrence sa nyctalopie – et d’instruments technologiques sophistiqués, s'il est véritablement un des premiers surhommes aux pouvoirs fabuleux, le Nyctalope est en outre quelquefois présenté comme l’un des tout premiers super-héros.
Cependant, son pouvoir de nyctalopie est peu mis en avant dans le roman, et Jean de La Hire préfère insister sur son statut de héros complet : c'est-à-dire tant sur le plan physique, que moral et intellectuel. Le pouvoir de Léo réside avant tout celui dans sa capacité à influencer les autres, dont l'origine provient de son extraordinaire force de volonté. Et pourtant, tout au long du Mystère des XV, le Nyctalope ne parvient à rien tout seul : c’est Damprich qui détecte la présence de Koynos sur le Gironde, il est sauvé par Pary O'Brien en pleine mer après s’être fait jeter par-dessus bord du dirigeable, il est incapable de pénétrer dans la station du Congo et ne doit la solution que grâce à Max Jolivet, il parvient à se rendre sur Mars que parce qu'Alkeus se trompe de cible, il se pose ensuite sur Mars en sécurité grâce aux informations de Koynos. À aucun moment le Nyctalope n’atteint ses objectifs par ses propres moyens.
Dans la grande tradition des romans d’aventures, c’est le méchant qui impose son rythme au héros. Ainsi, la qualité du premier détermine celle du héros. Dans le roman de La Hire, en raison de la faible qualité des XV, le Nyctalope n’a pas réellement à lutter contre eux, seulement à les regarder s’effondrer. À aucun moment de l’histoire, l’intrigue n’exige un vrai super-héros. C’est la raison pour laquelle il est difficile de considérer le Nyctalope comme tel.
Plus généralement, grâce à son acuité visuelle hors du commun qui lui permet de voir à travers les ténèbres, Le Nyctalope se révèle être une parfaite métaphore de l’idéologie du progrès. Si bien qu'à défaut de pouvoir affirmer qu’il s’agisse de l’apparition du premier super-héros de la littérature moderne, Jean de La Hire signe néanmoins un roman précurseur du genre des super-héros, dans lequel le Nyctalope apparaît surtout comme un prototype du surhomme des temps nouveaux.

### Traitement des personnages

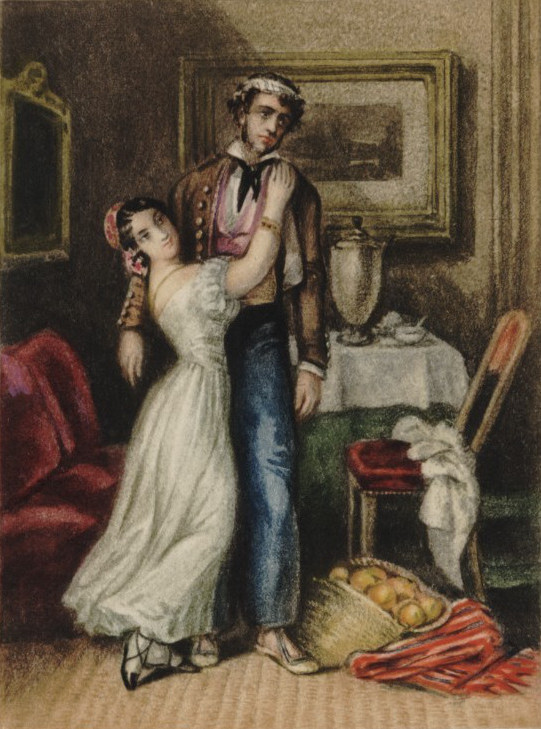
Tout comme Carmen, archétype de la femme fatale, Xavière de Ciserat utilise sa séduction pour manipuler son geôlier.

Le roman de Jean de La Hire se montre novateur tant le traitement des personnages, que lorsqu'il s'agit d'évoquer le thème des relations sexuelles. Il met ainsi en scène un personnage de femme fatale. Ce personnage type, de facto très féminin et séducteur, utilise son charme pour parvenir à ses fins. Bien que généralement classée dans le camp du mal, la femme fatale apparaît dans Le Mystère des XV sous les traits d'une héroïne, Xavière de Ciserat. En effet, la jeune femme résiste non seulement à son geôlier, Koynos, mais elle parvient également à remettre en question sa loyauté envers Oxus. Les succès de Xavière sont dus à son charisme, à sa capacité à réduire à l'impuissance ses ennemis par sa seule présence. Ainsi, contrairement aux nombreux romans populaires qui restent traditionnels sur le sujet, La Hire fait preuve d'une certaine audace en présentant une héroïne utiliser ses pouvoirs de séduction sur ses ennemis.
Par ailleurs, il offre des fins inutilement tragiques à certains personnages. C'est notamment le cas de Paul Verneuil, un soldat qui meurt lors d'une périlleuse poursuite du Nyctalope, ou d'Yvonne de Ciserat que La Hire fait sombrer dans la démence après la mort de son amant Koynos. Loin de donner une dimension tragique au récit, ces fins n'apportent aucun développement à la narration.
Enfin, Jean de La Hire se démarque également des auteurs de romans d'aventures contemporains par son traitement des vilains. En effet, il était communément attendu, notamment par les lecteurs, qu'en matière de sanction, les méchants devaient recevoir une punition largement supérieure au crime commis, de façon à servir d'exemples aux potentiels contrevenants. La Hire prend à contre-pied cette attente en traitant le sort des vilains avec bienveillance. Ainsi, dans l'optique de leur réhabilitation, il offre à Oxus une rédemption et le conforte à la tête de la colonie martienne, cependant non pour sa propre gloire, mais pour celle de la France.

### Des aventures difficilement datables

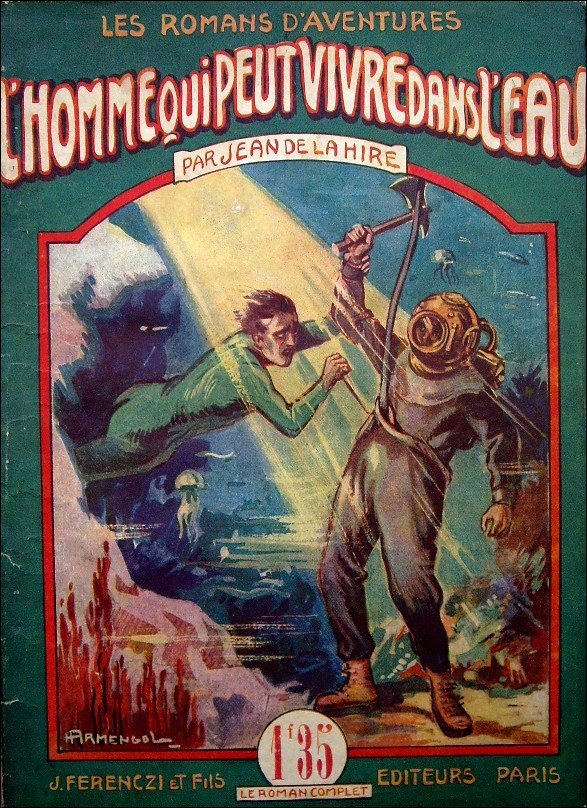
L'Homme qui peut vivre dans l'eau retrace des événements prenant place vingt-cinq ans avant Le Mystère des XV.

Vulnérable aux fréquentes demandes de modifications de l’éditeur, lui-même soumis aux attentes des lecteurs, le récit publié en feuilleton était soumis à de fortes variations au cours de sa publication. Cette situation peut être à l’origine des incohérences de date qui ponctuent le récit de Jean de La Hire et par conséquent de la difficulté à le situer dans le temps.
Tout d'abord, dans un communiqué du quotidien Le Matin annonçant le récit de Jean Le Hire, les événements narrés débutent en septembre 1934. De plus, certains passages du récit laissent entendre que l’action se déroule dans le futur : par exemple, outre la technologie futuriste omniprésente, Jean de La Hire situe les événements vingt-cinq ans après ceux de L’Homme qui peut vivre dans l’eau qui étaient contemporains (1909) : soit aux alentours de l'année 1933. Véritablement, le thème futuriste est décliné dans le roman avec un récit se déroulant dans les années 1930, telles qu'il pouvait être fréquent de se l'imaginer en 1910.
Cependant, la chronologie interne du Mystère des XV semble subir des changements au fur et à mesure de la progression du récit et des incohérences de date en rendent difficiles la datation. Ainsi, dès le premier chapitre, Xavière demande à Koynos si les Martiens contre lesquels sont en guerre les XV, sont les mêmes que ceux qui voulurent envahir la Terre dix ans auparavant : ce qui ferait 1904 . Ce choix de date semble confirmé lorsque Jean de La Hire donne l’âge de Camille Flammarion de 62 ans : l'astronome étant né en 1842, le récit prendrait place en 1903. L’introduction de personnages contemporains, Camille Flammarion et Maurice Reclus, confirme son intention de recentrer les événements à son époque de publication. 
Cette modification temporelle aurait des répercussions sur l’œuvre de La Hire : les événements de L’Homme qui peut vivre dans l’eau se retrouveraient en conséquence antidatés aux années 1878-1879. Ainsi, Le Mystère des XV ne raconterait plus une histoire qui se déroule dans le futur mais dans un présent alternatif.

## Publication et postérité

### Éditions françaises et diffusion à l'étranger

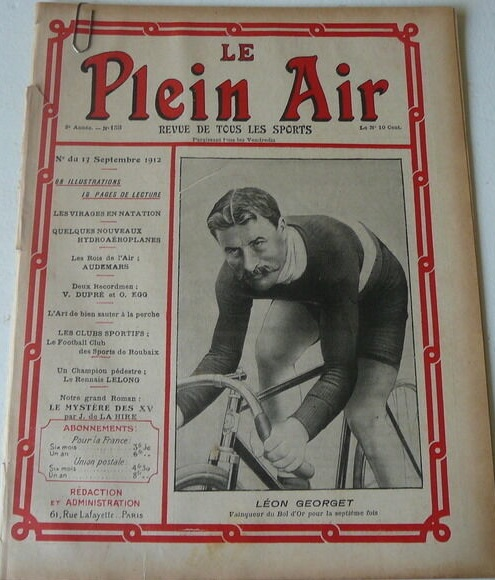
Couverture de la revue sportive Le Plein Air du 13 septembre 1912 publiant en feuilleton Le Mystère des XV.

#### Publication française
Jean de La Hire fait paraître son roman en feuilleton dans le quotidien Le Matin du 23 avril 1911
au 17 juillet 1911. La Hire écrivait pour un public non averti et non préparé. C'est pourquoi, le roman a vraisemblablement été stoppé par l'éditeur. En effet, il est possible que le roman ait été trop innovateur pour l’époque, ce qui expliquerait sa fin brutale au moment où l'auteur entrait dans le vif du sujet, à savoir la conquête de Mars.
Le roman est à nouveau publié en feuilleton dans la revue sportive Le Plein Air du 12 juillet 1912 au  10 janvier 1913, accompagné des illustrations de Georges Léonnec. Finalement, Le Mystère des XV n'est publié en format relié qu'une décennie plus tard. Il paraît en 1922 en deux volumes aux éditions Ferenczi : Le Mystère des XV et Le Triomphe de l’amour dans la collection « Les Romans d’aventures » no 8 et no 9. Le dessinateur Gontran Ranson illustre les couvertures.
En 1954, le roman est publié aux éditions Jaeger de nouveau en deux volumes : Le Secret des XII et Les Conquérants de Mars dans la collection « Fantastic » no 8 et no 9. Cependant, cette version connaît de nombreuses modifications, dont le héros principal, Léo le Nyctalope, qui est rebaptisé Hugues Cendras, ou encore Oxus qui est renommé Arkhus. Les couvertures des deux volumes sont réalisés par René Brantonne. Enfin, les éditions P.N.R.G. rééditent en 2021, la version initiale du roman, en deux volumes intitulés Le Mystère des XV et Le Nyctalope contre les XV.

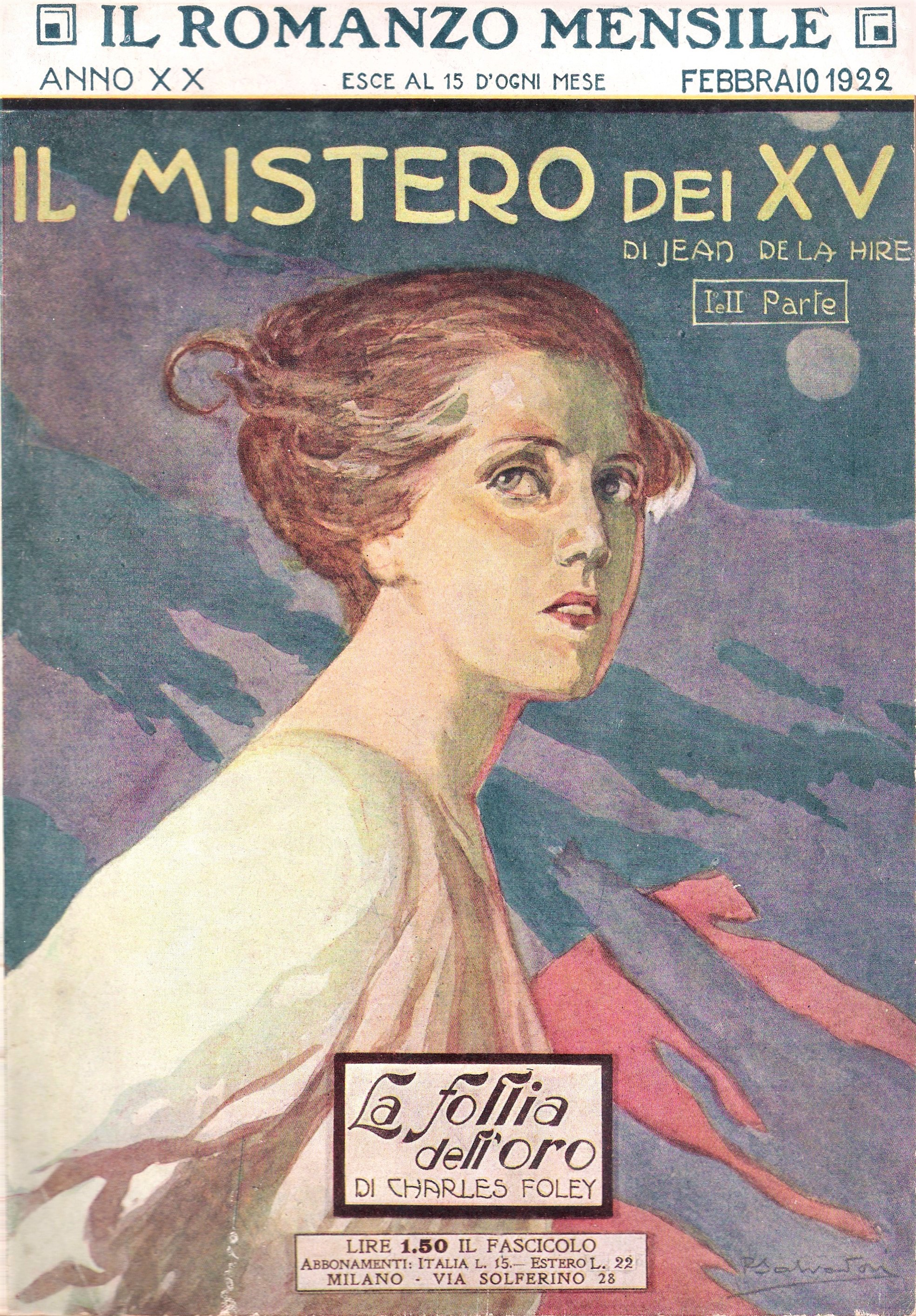
Publication italienne de Il Mistero dei XV en 1922 aux éditions Corriere della Sera.

#### Diffusion en langue étrangère
Après sa publication française dans Le Matin, le roman-feuilleton Le Mystère des XV s'est rapidement exporté. Le roman a ainsi été traduit – au moins adapté – en russe dès 1912 sous le titre Тайна XV-ти.
Lors de sa seconde édition en 1922 aux éditions Ferenczi, il a été la même année traduit et publié en langue italienne en deux tomes aux éditions Corriere della Sera dans la collection Il Romanzo Mensile. 
Il n'a cependant été traduit en anglais qu'en 2008 par Brian Stableford dans The Nyctalope on Mars aux éditions Black Coat Press sous l'impulsion de Jean-Marc Lofficier, afin de faire découvrir et préserver une littérature populaire oubliée. Enfin, en 2013, le roman est de nouveau publié en langue russe .

### Place du roman dans les aventures du Nyctalope
Le Mystère des XV est le premier volume des aventures du Nyctalope. Cette saga compte une quinzaine de romans écrits entre 1911 et 1955, lesquels ont été pour la plupart prépubliés dans des quotidiens, avant de paraître chez différents éditeurs. Jean de La Hire tente en vain faire éditer sa série par une seule maison d'édition, et notamment Jules Tallandier qu'il sollicite en ce sens, afin de préserver un ensemble cohérent. Par ailleurs, en réintroduisant quelques personnages de L'Homme qui peut vivre dans l'eau dans son roman, La Hire entreprend de construire une saga littéraire ; cependant, il échoue à présenter un cycle cohérent tant les incohérences apparaissent entre chaque roman.

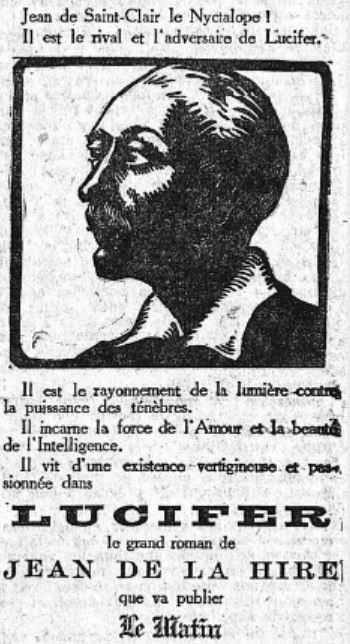
Portait du Nyctalope dans un encart publicitaire annonçant le deuxième volume de ses aventures en 1921. Son nom a été modifié (devenu Jean de Saint-Clair) ainsi que son physique.

Tout d'abord le nom du héros varie : appelé « Léo Sainte-Claire » dans Le Mystère des XV, il devient « Jean de Saint-Clair » dans le deuxième volume paru en 1921 Lucifer, avant de devenir dans les romans suivants Léo (ou Léon) Saint-Clair. En outre, la description qu'en fait La Hire évolue également. S'il apparaît comme un homme mince et de petite taille en 1911, il devient grand et au corps athlétique dans les volumes qui suivent.
En 1923, sous le pseudonyme Philippe Néris, Jean de La Hire fait intervenir en caméo le Nyctalope (devenu Léo Sainclair) dans le roman Alcantara : un voleur qui se fait appeler « Rex Sainclair » se présente comme le cousin du Nyctalope, les policiers contactent alors la planète Mars par radio pour en avoir la confirmation, ce que Léo dément formellement.
Enfin, la continuité entre les romans des aventures du Nyctalope est également mise à mal en raison de la multiplicité de ses épouses. En effet, Léo se marie avec Xavière de Ciserat à la fin du Le Mystère des XV, néanmoins elle ne réapparaît plus dans les volumes suivants, malgré la présence de membres de la famille Ciserat dans l'entourage du Nyctalope : que ce soit dans le second volume de la série, Lucifer, paru en 1922, dans lequel Xavière n'est plus mentionné au profit d'une jeune cantatrice, Laurence Païli ; que dans l'aventure qui suit chronologiquement Le Mystère des XV, La Croisière du Nyctalope (roman paru en 1936) dans lequel Léo est à nouveau célibataire. Cette problématique apparaît ainsi dès sa première aventure et se pose à nouveau dans la plupart des volumes de la série, pour toutes les femmes dont il s'éprend et qu'il épouse parfois, mais qui ne sont plus mentionnées dans les volumes suivants.
Pour résoudre les incohérences entre les récits de La Hire, les auteurs qui ont tenté d'écrire une biographe du Nyctalope, ont proposé des hypothèses différentes. Dans ses écrits de 1972, Jacques Van Herp distingue deux trames chronologiques pour classer les romans du Nyctalope : l'une dans notre monde réel, l'autre qui se déroule dans un monde parallèle au nôtre. C'est à cette seconde trame qu'appartiendrait les romans uchroniques L'Homme qui peut vivre dans l'eau (1909), Le Mystère des XV (1911), Lucifer (1921) ou encore Le Roi de la Nuit (1943). Ce monde uchronique, qui se serait constitué aux environs des années 1910, voit la France coloniser la planète Mars, un empire allemand se constituer en Asie centrale et des paquebots sous-marins sillonner les mers. Dans les années 2010, la maison d'édition américaine Black Coat Press et sa filiale francophone Rivière Blanche, entreprennent d'expliquer les incohérences laissées par La Hire en publiant des nouvelles inédites. Ainsi, l'écrivain Romain Leary raconte dans Les Enfants d'Hercule le sort tragique de Xavière de Ciserat et de ses enfants et la fin de la colonie sur Mars, décimée après la découverte d'un artefact martien.